# Montot (Haute-Saône)
Montot település Franciaországban, Haute-Saône megyében. Lakosainak száma 136 fő (2022. január 1.). Montot Delain, Achey, Denèvre, Framont, Oyrières és Vereux községekkel határos.

## Népesség
A település népességének változása:
| Lakosok száma | 141  | 139  | 138  | 132  | 131  | 132  | 131  | 134  | 136  |
|               | 2013 | 2015 | 2016 | 2017 | 2018 | 2019 | 2020 | 2021 | 2022 |